# Rosindo de Morais Moniz da Maia
Rosindo de Morais Moniz da Maia (Lisboa, São Jorge de Arroios, 28 de Setembro de 1885 - Amadora, Amadora, 28 de Maio de 1974) foi um engenheiro agrónomo e publicista português.

## Biografia
Filho de António Henriques Esquível Moniz da Maia (Torres Vedras, Carvoeira, 30 de Dezembro de 1851 - Lisboa, 10 de Novembro de 1908), bisneto por via matrilineal do 1.º Barão de Arruda e 1.º Visconde de Estremoz, e de sua mulher Adelaide Henriqueta de Morais (Lisboa, Pena, 2 de Junho de 1855 - ?).
Frequentou as cadeiras de Matemática e o 1.º e o 2.º anos de Desenho da Escola Politécnica de Lisboa, e tinha o curso de Engenheiro Agrónomo com a especialização Colonial, do Instituto Superior de Agronomia da Universidade Técnica de Lisboa.
Foi nomeado Engenheiro Agrónomo Ajudante do Quadro da Direcção-Geral da Agricultura do Ministério do Fomento a 22 de Maio de 1915, e colocado na Direcção dos Serviços Agrícolas do Norte. Exerceu os lugares de Preparador do Laboratório de Patologia Vegetal e de Assistente do Instituto Superior de Agronomia, Chefe de Secção do Laboratório de Patologia Vegetal, Naturalista Assistente do Laboratório de Patologia Vegetal Veríssimo de Almeida, Adjunto da Estação Agrária Central, etc. Foi Engenheiro Agrónomo de 1.ª Classe da Direcção-Geral dos Serviços Agrícolas do Ministério da Economia. Foi aposentado a 28 de Setembro de 1955.

### Obra publicada
Publicou: 
- As Egifítias em Portugal (dissertação apresentada ao Conselho Escolar do Instituto Superior de Agronomia em 1914)[1]
- Rapport sur les maladies des cocotiers de la Compagnie du Zambeze - Travail exécuté au Laboratoire de Patologie Végétal sous la direction du Prof. Manuel de Sousa da Câmara (1918)[1]
- Uma doença da couve-flor, blocos-forium concentricum (grev.) Berk et Br ("Revista Agronómica", 1920, 1930)[1]
- Um novo oamiceta parasita de árvores do género citrus ("Revista Agronómica", 1924)[1]
- Contribuição para o estudo da importância fitopatológica de Schizophyllum Alneum (Q) Schroet, em Portugal ("Revista Agronómica", 1924)[3]
- Uma doença dos eucaliptos de viveiro causada por um Botrytis ("Revista Agronómica", 1924)[4]
- Um oamyceta encontrado em frutos Citrus (apresentado no Congresso de Coimbra, organizado pela Asssociación Española para el Progresso de las ciências, 1925)[4]
- La maladie des oliviers de la province de Trás-os-Montes (no VIII Congresso de Oleicultura, Roma, 1926)[4]
- Parecer sobre uma doença do eucaliptal da Companhia das Lezírias do Tejo e Sado, na Charneca do Infantado ("Revista Agronómica", 1929)[4]
- Algumas notas fitopatológicas sobre a Agricultura Portuguesa (1.º Congresso Nacional de Ciências Naturais, Lisboa, 1941, in "Boletim da Sociedade Portuguesa de Ciências Naturais", Volume XIII, Suplemento II, 1942)[4]
- As doenças da batateira em Portugal (1.ªs Jornadas Agronómicas, 1941 - in "Revista Agronómica", Volume XIX, Suplemento, 1942)[4]
- Doença bacteriana da batateira causada por uma variedade do Bacterium Solanacearum, em colaboração com a Dr.ª Maria de Lourdes de Oliveira (1.º Congresso Nacional de Ciências Agrárias, 1942)[4]
- O Míldio da Videira - Série: Divulgação N.º 21, Repartição de Estudos, Informação e Propaganda, Direcção-Geral dos Serviços Agrícolas
- A doença do pus da batateira (in "Boletim da Direcção-Geral dos Serviços Agrícolas")[4]

A salientar nestes trabalhos há a sua importância económica, como a descoberta do Míldio das Citrus, que permitiu evitar, pela aplicação de caldas cúpricas, grandes estragos, a existência em Portugal do fungo Phytophthoses Cambivora, como causa da doença conhecida vulgarmente como pela emigração da doença da tinta do castanheiro, dando origem aos trabalhos em curso na época para a reconstituição dos soutos portugueses, além do estudo que desenvolveu para debelar a doença da batateira, vulgarmente denominada murcha ou doença do pus, e a divulgação dos meios de luta a empregar contra ela.
Colaborou muito, desde 1918, na "Gazeta das Aldeias" e na "Vinha Portuguesa", em consultas de Fitopatologia e em artigos acerca da Agronomia.